# François Herry
Pour les articles homonymes, voir Herry (homonymie).
Pas d'image ? Cliquez ici

a Compétitions nationales et continentales officielles uniquement.

Dernière mise à jour le 15 mai 2025.
François Herry, né le 8 octobre 1988 à Nanterre, est un joueur français de rugby à XV et de rugby à sept évoluant au poste de centre.

## Biographie
Après l'obtention d'un baccalauréat scientifique au Lycée militaire d'Autun[réf. nécessaire] en 2007, François Herry rejoint le centre de formation du Stade aurillacois. Il intègre le groupe professionnel lors de la saison 2009-2010 et marque quatre essais en seulement onze apparitions. Puis, il signe son premier contrat professionnel lors de la saison 2010-2011[réf. nécessaire]. Grâce à ses débuts réussis au Stade aurillacois, il est appelé en équipe de France universitaire pour jouer contre l’Irlande et l’Angleterre à Riom le 19 mars 2010[réf. nécessaire]. En 2011, il est convoqué en équipe de France à sept lors de plusieurs tournois internationaux par Thierry Joneczek[réf. nécessaire]. En juin 2012 il s'engage avec le Stade rochelais pour les trois prochaines saisons. En 2014 il est prêté au SC Albi et est de retour au Stade rochelais la saison suivante. En manque de temps de jeu en Charente-Maritime, il rejoint à l'été 2016 l'ambitieux club promu en ProD2 de l'USON Nevers.